# Marko Vukelic
Marko Vukelic (* 27. Januar 1987 in Hochdorf) ist ein ehemaliger Schweizer Handballspieler in der Nationalliga A (NLA). Der 1,83 Meter grosse Linkshänder spielte überwiegend im rechten Rückraum, kann aber auch auf der rechten Aussenposition eingesetzt werden.

## Karriere
Vukelic begann seine Profikarriere in der SHL im Jahr 2004. Ab der Saison 2007/08 spielte er bei ZMC Amicitia Zürich, bevor er 2010 zum HC Kriens wechselte. Dort blieb er nur ein Jahr und spielt ab der Saison 2011/12 für die Kadetten Schaffhausen. 2012 schloss er sich RTV 1879 Basel an. Im Sommer 2016 beendete er aufgrund von Schulterproblemen seine Karriere in der höchsten Liga und wechselte zum sportlich ambitionierten Winterthurer Erstligisten Seen Tigers, mit denen er 2017 fast in die Nationalliga B aufstieg. Im Mai 2017 gab er wegen anhaltenden Schulterverletzungen sein Karriereende bekannt.
Zu seinen grössten Erfolgen zählen die Schweizer Meisterschaften in den Jahren 2008 und 2009 sowie der Gewinn des nationalen Pokals. Seit 2006 spielt er in der Schweizer Männer-Handballnationalmannschaft. Mit Amicitia nahm er in den Jahren 2009 und 2010 an der EHF Champions League teil.